# Museu Casa Quissamã
O Museu Casa Quissamã é um museu brasileiro localizado na antiga sede da Fazenda de Quissamã, símbolo nobiliário da região e residência de um dos mais influentes homens de seu tempo, José Carneiro da Silva, mais conhecido como Barão e Visconde de Araruama.

## História
Foi erguida em 1826 por iniciativa de José Carneiro da Silva, primeiro barão e visconde de Araruama, que a passou como herança para um de seus filhos, João Caetano Carneiro da Silva, barão e visconde de Quissamã
Anteriormente, o futuro primeiro barão e visconde de Araruama residia na casa da fazenda Mato de Pipa, uma habitação rural muito simples e rústica, construída por seu avô por volta de 1777, e que também foi preservada até os dias de hoje.
A casa da fazenda Quissamã mostra o enriquecimento da aristocracia rural do norte fluminense com os engenhos de açúcar no século XIX, fato que seria ainda mais visível na geração seguinte, quando os filhos e netos do primeiro barão e visconde de Araruama construíram os solares das fazendas Mandiqüera, Machadinha, São Manuel e Santa Francisca, e habitações urbanas como a Chácara São João. A seqüência cronológica de construção da Casa da Fazenda Mato de Pipa (1777), da Casa da Fazenda Quissamã (1826, ampliada em 1860) e da Casa da Fazenda Mandiqüera (1875) exemplifica o enriquecimento da oligarquia rural da família Carneiro da Silva e os diversos gostos e estilos arquitetônicos prevalecentes em cada época.
A casa hospedou o imperador D. Pedro II e sua comitiva em 1847, quando estes visitavam a região norte fluminense e foram inspecionar as obras de construção do canal Campos-Macaé. Aproveitou-se a ocasião para realizar o casamento de Bento Carneiro da Silva, futuro segundo barão, segundo visconde e conde de Araruama, e filho primogênito do primeiro barão e visconde de Araruama, com a filha do barão de Muriaé. O imperador D. Pedro II foi padrinho da cerimônia religiosa. As pessoas mais ricas e importantes de toda a região participaram do baile de comemoração. Como não havia lugar para todos na casa grande, vários tiveram que dormir nas senzalas e armazéns da fazena. A casa recebeu o imperador D. Pedro II uma segunda vez, em 1877, para inauguração do Engenho Central de Quissamã.
Em 1925, o filho do barão e visconde de Quissamã, Joaquim Carneiro da Silva, herdou o solar com as terras da fazenda Quissamã. Com a sua morte, em 1942, o solar foi desocupado e fechado. A fazenda Quissamã foi então vendida no final da década de 1950 para a Cia. Engenho Central de Quissamã que tinha apenas interesse em plantar cana-de-açúcar nas suas terras.
Assim como diversas outras propriedades imponentes construídas no século XIX na região, e que foram adquiridas com suas terras pela  Cia. Engenho Central de Quissamã, o solar ficou abandonado durante várias décadas. Recentemente foi adquirido pela Prefeitura Municipal de Quissamã, restaurado e transformado no Museu Casa de Quissamã e futura sede do Parque Municipal, que utilizará o trecho local do canal Campos-Macaé como local de lazer.

## Arquitetura

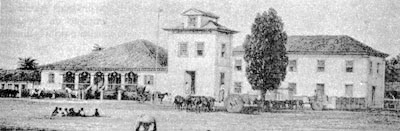
Fazenda Quissamã retratada por Ribeyrolles em 1863

A construção atual consiste de uma casa principal no estilo das casas de bandeiristas paulista e uma torre lateral. A casa principal foi a um vasto telhado colonial de beiral encachoeirado, com uma varanda frontal ladeada por aposentos fechados.
O conjunto está em uma extensa planície, no centro de um jardim murado circundado por campos gramados. Uma alameda de palmeiras imperiais centenárias conduz da estrada até o conjunto. O jardim possui um dos poucos baobás (árvore típica do semi-árido africano) existentes no Brasil; a tradição diz que ele foi plantado por um escravo trouxe a semente consigo da África. O local é próximo do centenário canal Campos-Macaé.
A casa principal foi construída em 1826. Por volta de 1860, foi construído o torreão central e um sobrado à direita para que se pudesse abrigar toda a grande família do primeiro barão e visconde de Araruama durante as festas de final de ano (ele teve cerca de 10 filhos e incontáveis netos). Com a construção deste sobrado anexo, a casa passou a contar com 48 quartos. As senzalas, que já não existem, ficavam também à direita. O conjunto original possuía também armazéns, serraria, engenho e hospital.
O conjunto casa principal, torre e sobrado foi retratado por Charles Ribeyrolles em 1863.
O sobrado anexo foi demolido no século XX e a construção perdeu sua originalidade devido às várias reformas que foram nela feitas.

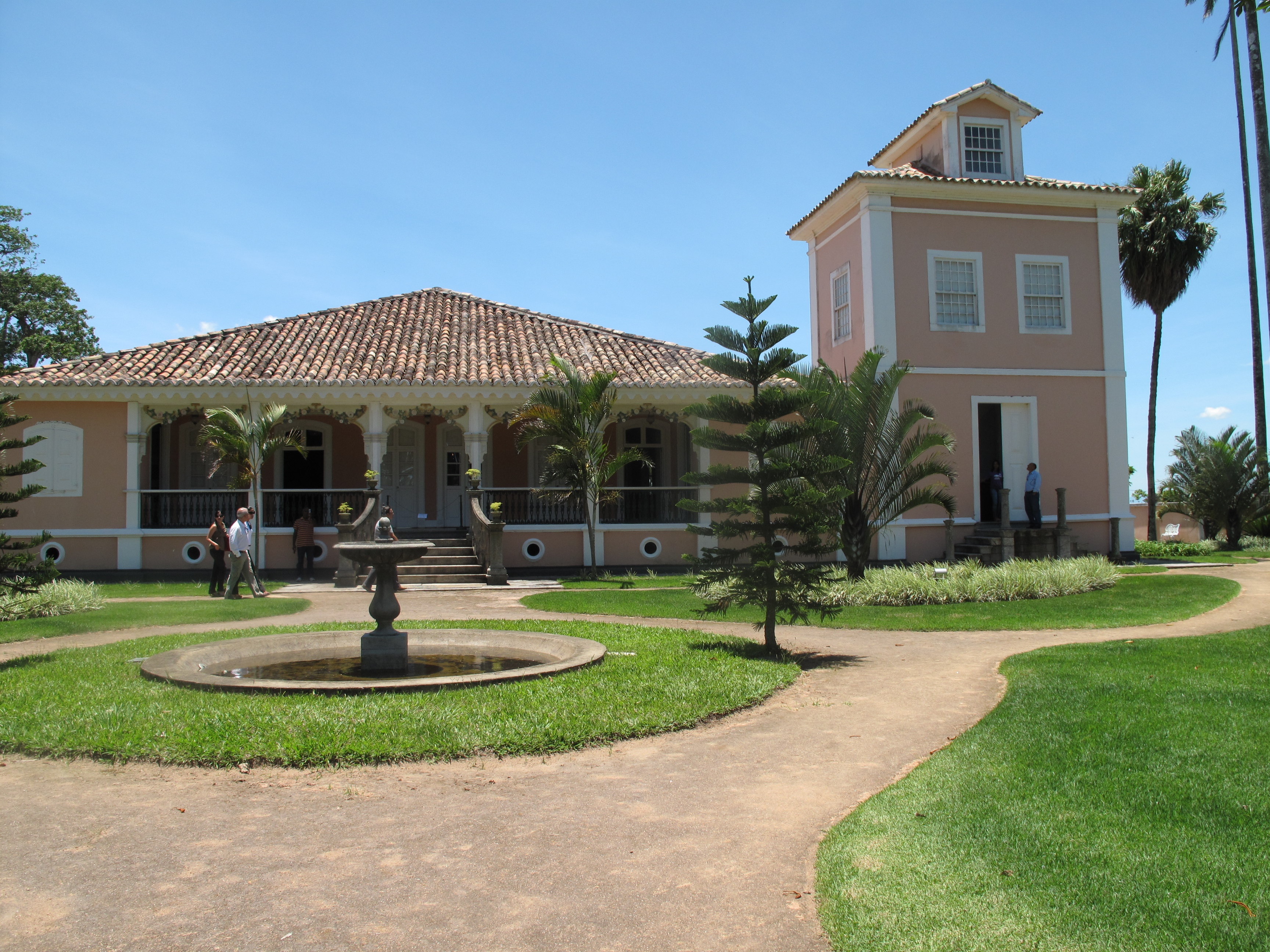
Casa principal e torre em Janeiro de 2011 apos a bela reforma realizada pela Prefeitura.